# José Navarro Morenes
José Navarro Morenes, Conde de Casa Loja, (* 8. Dezember 1897 in Madrid; † 13. Dezember 1974 ebenda) war ein spanischer Springreiter und Berufsoffizier.

## Leben
José Navarro Morenes absolvierte seine Offiziersausbildung an der Kavallerieschule von Valladolid. 1924 nahm er mit Grande Couronne an den Olympischen Spielen in Paris teil. Er belegte mit der Mannschaft den achten Platz und den 30. Platz in der Einzelwertung.
Vier Jahre später erreichten bei den Olympischen Spielen 1928 in Amsterdam sieben Reiter ohne Fehlerpunkte das Stechen um die Medaillen. José Navarro Morenes ritt mit Zapatazo fehlerfrei und belegte am Ende den fünften Platz in der Einzelwertung. Die spanische Equipe mit Morenes sowie José Álvarez de Bohórquez auf Zalamero und Julio García Fernández auf Revistade erreichte in der Addition der Ergebnisse der Einzelwertung den ersten Platz und gewann damit die Goldmedaille in der Mannschaft vor den Polen und den Schweden.
1936 war José Navarro Morenes mit der spanischen Equipe bereits in Berlin, um an den Olympischen Reitwettbewerben teilzunehmen. Nach Ausbruch des Spanischen Bürgerkriegs wurden die spanischen Offiziere zurückbefohlen.
Trotzdem nahm Navarro Morenes ein drittes Mal an Olympischen Spielen teil. Bei den Olympischen Spielen 1948 in London belegte er mit Quórum den zehnten Platz in der Einzelwertung. Wie 1924 und 1928 wurde auch 1948 das Mannschaftsergebnis aus der Addition der Einzelergebnisse ermittelt. Mit Marcelino Gavilán auf Forajido und Jaime García auf Bizarro gewann Navarro Morenes die Silbermedaille hinter der mexikanischen Mannschaft.
1951 musste José Navarro Morenes nach einem Unfall seine Laufbahn als Reiter beenden. In den Spanischen Streitkräften stieg er bis zum Brigadegeneral auf. Er arbeitete zeitweise unmittelbar mit General Franco zusammen, so wurde er 1941 zum Feldadjudanten von Franco.